# Ladj Ly

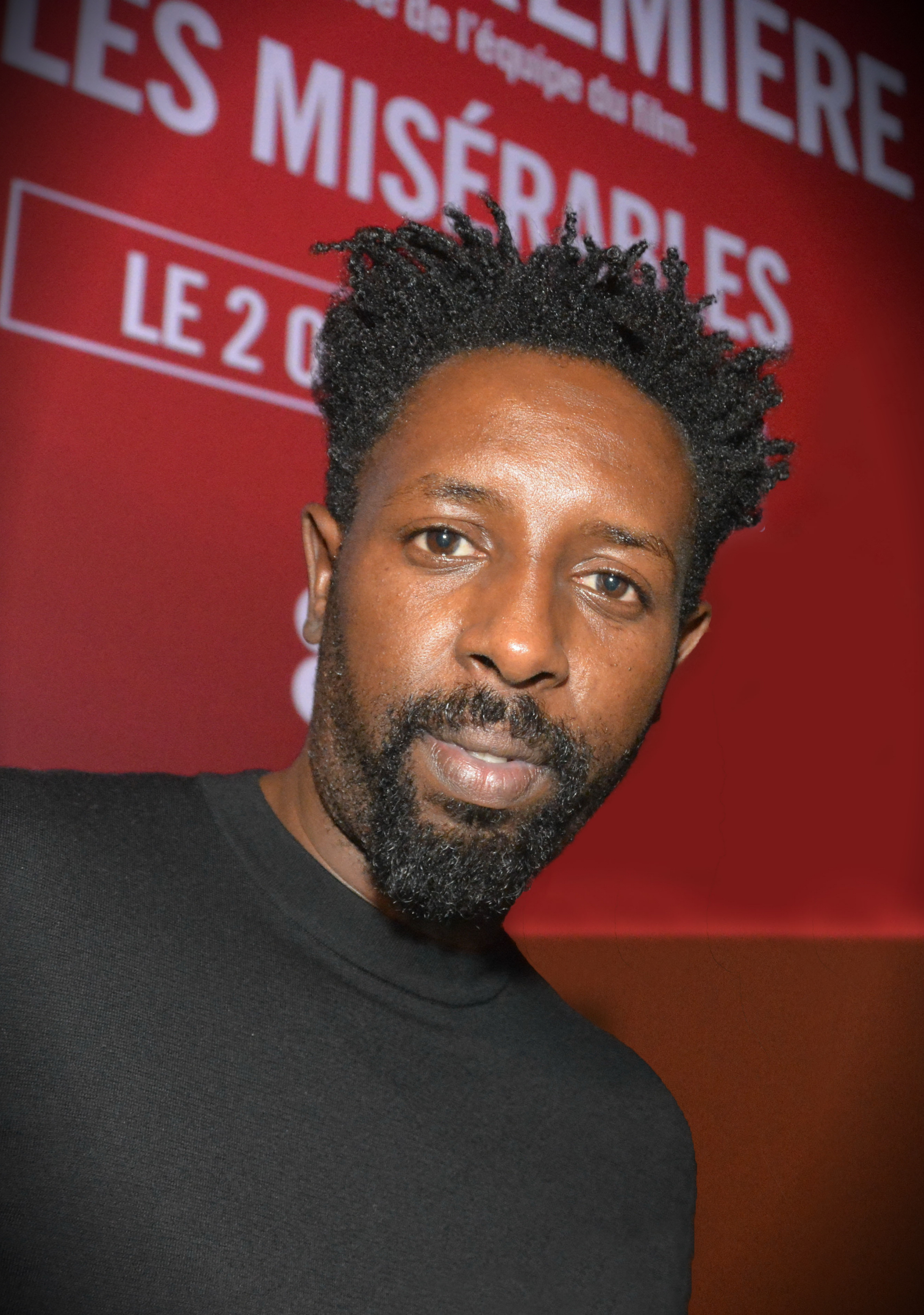
Ladj Ly in 2019

Ladj Ly (Parijs, 3 januari 1978) is een Franse filmregisseur en scenarioschrijver.

## Biografie
Ladj Ly werd geboren uit Malinese ouders, en groeide op in Montfermeil, in de Cité des Bosquets, een van de vele banlieues in de omgeving van Parijs. Hij werd een verwoed videoliefhebber, en volgde een opleiding multimedia. Zijn eerste films draaide hij in de wijk zelf, met enkele vrienden in de groep Kourtrajmé, dialect voor 'korte film' (Frans: “court métrage”). Tijdens de Rellen in Frankrijk 2005 maakte hij beelden, die in 2007 op dvd werden uitgebracht als 365 jours à Clichy-Montfermeil.
In 2018 organiseerde hij Ecole Kourtrajmé, een filmschool waar jongeren uit de wijk gratis een media-opleiding kunnen volgen. Hij schreef ook de tekst bij het fotoboek 28 millimètres. Ladj Ly raakte bij het grote publiek vooral bekend door zijn film Les Misérables uit 2019.

## Strafrechtelijke veroordeling
Een vriend van Ladj Ly, Amad Ly, van wie hij geen familie is, hoort in Senegal dat zijn zus een seksuele relatie heeft met de echtgenoot van hun nicht. Terug in Frankrijk vraagt hij zijn zus om uitleg, maar zij ontkent de relatie. In de nacht van 13 op 14 januari 2009 slaat Amad Ly haar, breekt haar vinger en bezorgt haar een hoofdtrauma. Met zijn broer Mamoudou en Ladj Ly zoekt hij vervolgens de minnaar van zijn zus op. De man wordt opgesloten in de kofferbak van een auto, naar een bos gebracht, geslagen en bedreigd, maar kan ontsnappen.
Het slachtoffer wordt de volgende ochtend gevonden door een boer. Met onder andere verwondingen in het gezicht wordt hij arbeidsongeschikt verklaard voor de duur van 10 dagen. Op 2 maart 2011 worden de verdachten berecht. De aanklager vroeg vier jaar gevangenisstraf voor Amad Ly, twee jaar voor Mamoudou Ly en een jaar voor Ladj Ly. De straffen zijn zwaarder: Amad Ly wordt veroordeeld tot vijf jaar gevangenisstraf, terwijl Mamoudou en Ladj tot drie jaar gevangenisstraf worden veroordeeld. Ladj Ly's veroordeling werd het jaar daarop in hoger beroep bevestigd, maar zijn straf werd teruggebracht tot twee jaar gevangenisstraf en een jaar voorwaardelijk. Hij werd toen in hechtenis genomen.
Deze processen werden in hun tijd gerapporteerd door de lokale en nationale pers. Vervolgens worden ze opnieuw aan het licht gebracht na het publieke succes van Les Misérables door het tijdschrift Causeur, dat een religieuze rechtvaardiging toevoegt aan de wraakzuchtige expeditie die afwezig was in de procesverslagen, en vervolgens Valeurs actuelles op 18 december 2019. In tegenstelling tot de krantenkoppen van de twee kritische artikelen is Ladj Ly nooit veroordeeld voor "poging tot moord", maar voor medeplichtigheid aan "ontvoering" en "opsluiting". Deze feiten heeft hij tijdens de processen altijd ontkend, ook al had het openbaar ministerie de aanklachten van poging tot moord en geweld laten vallen. Op 19 december 2019 diende Ladj Ly een klacht in wegens "smaad" en "raciale smaad" tegen de tijdschriften Causeur en Valeurs actuelles.

## Filmografie

### Als filmregisseur
- 2007: 365 jours à Clichy-Montfermeil,[3] documentaire
- 2008: Go Fast Connexion, korte film
- 2014: 365 jours au Mali,[4] documentaire, samen met Saïd Belktibia
- 2016: À voix haute: La Force de la parole, documentaire, samen met Stéphane de Freitas (voor het tv-programma “Infrarouge”)
- 2017: Les Misérables, eerste versie, korte film
- 2017: À voix haute: La Force de la parole, documentaire, samen met Stéphane de Freitas
- 2017: Chroniques de Clichy-Montfermeil, documentaire, samen met JR
- 2019: Les Misérables, tweede versie, speelfilm

### Als acteur
- 2006: Sheitan de Kim Chapiron: als Ladj
- 2010: Notre jour viendra, van Romain Gavras: als jonge Tsjaadse videoman
- 2018: Le Monde est à toi, van Romain Gavras: als Paoudré
- 2019: Sakho & Mangane, van Jean-Luc Herbulot (tv-serie): als Victor

## Onderscheidingen

### Prijzen
- Festival international de cinéma van Almería 2017: beste artistieke leiding voor Les Misérables
- Art for Peace Festival 2018: beste fictie voor Les Misérables
- Festival international du court métrage de Clermont-Ferrand 2017: Canal+-prijs voor Les Misérables
- Filmfestival van Cannes 2019: Prijs van de Jury voor Les Misérables

### Nominaties
- César 2018: beste korte film voor Les Misérables
- César 2018: beste documentaire voor À voix haute: La Force de la parole

- Bibliothèque nationale de France: cb15537831h (data)
- Gemeinsame Normdatei: 1159730962
- International Standard Name Identifier: 0000 0000 1076 0573
- Library of Congress Control Number: no2015051129
- Nationale Bibliotheek van Tsjechië: xx0258699
- Système universitaire de documentation: 112415873
- Virtual International Authority File: 2779840
- WorldCat: E39PBJmdrPVX7QXvh6mmxKtMyd